# Ljudstyrka
Ett ljuds styrka kan uttryckas i olika fysikaliska storheter, såsom ljudtryck och ljudintensitet, ofta i form av effektivvärde (rms-värde) för hela eller delar av frekvensområdet, eller i form av amplitud eller absolutvärde av de ingående frekvenskomponenterna. 
Ofta uttrycks styrkan i dess ljudnivå med det logaritmiska måttet decibel (dB).
Upplevd ljudstyrka är inte alltid det samma som fysikalisk ljudstyrka. Mätbara mått som ska ta hänsyn till den upplevda ljudstyrkan är dB-A och (mer avancerat) 'Zwicker-loudness' där hänsyn är tagen till maskering och lika-hörnivå-kurvorna. 